# Pokljuska soteska
Pokljuška soteska of  Ribščice kloof is een 1,5 km lange kloof bij Radovna in de regio Gorenjska in het noordwesten van Slovenië.
De kloof is bij de rivier Radovna. In het centrale deel van de kloof zijn fossiele resten gevonden. Hier is ook het Pokljuška-gat met dichtbij een 22 m hoge waterval. 
Pokljuške soteska is bereikbaar vanaf Bled richting Krnica.

## Galerij

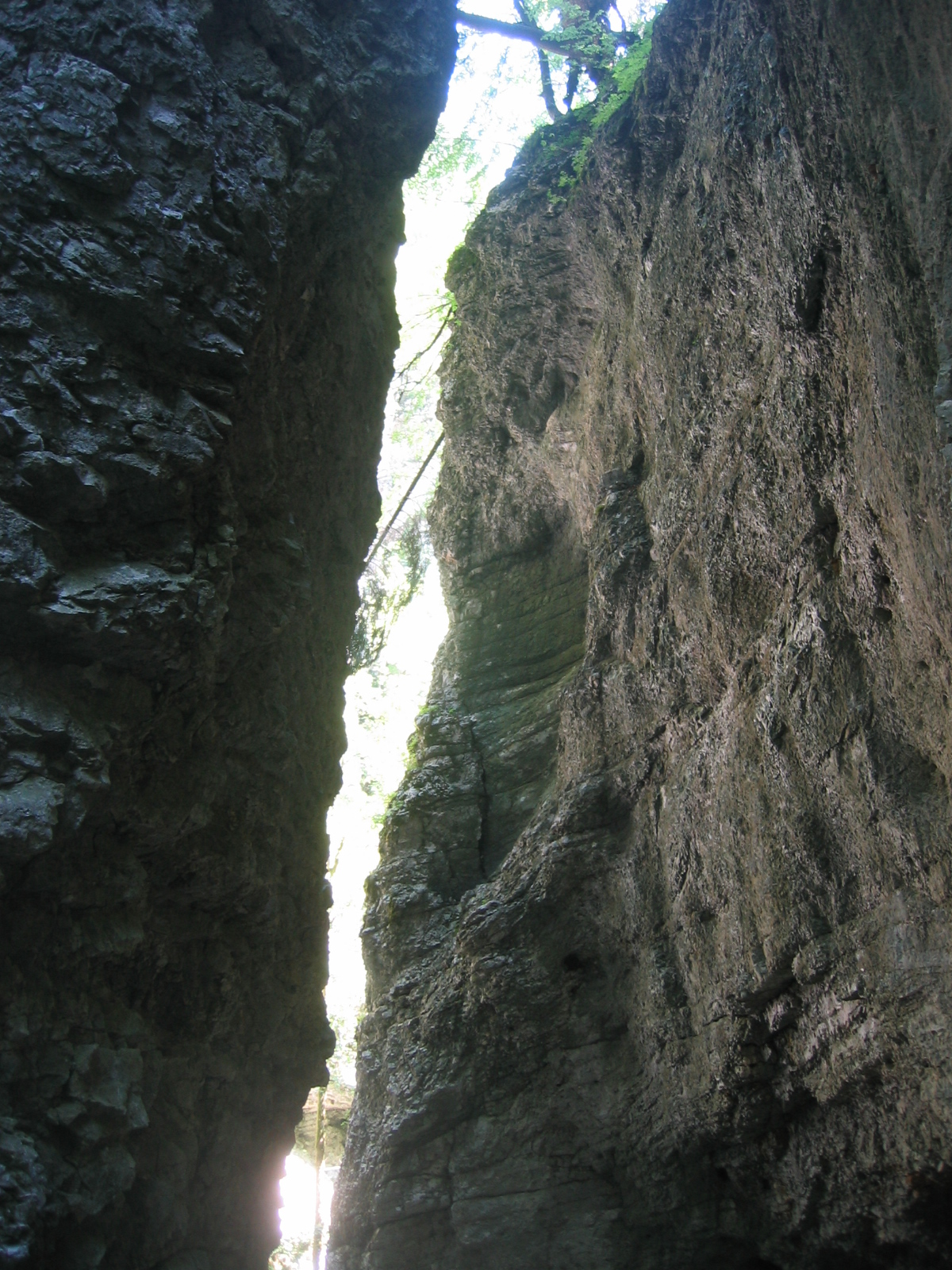
Pokljuška soteska
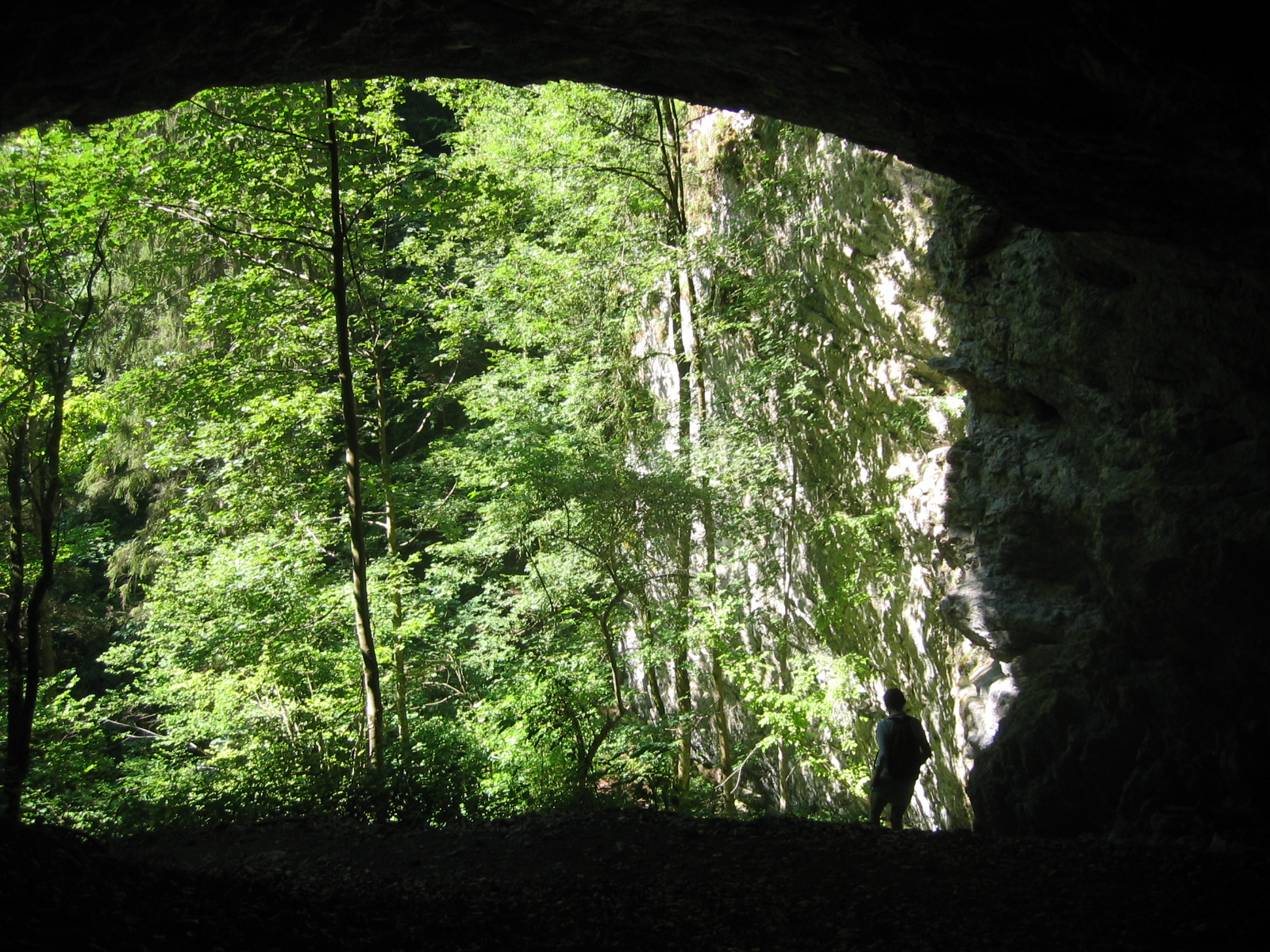
Pokljuška luknja
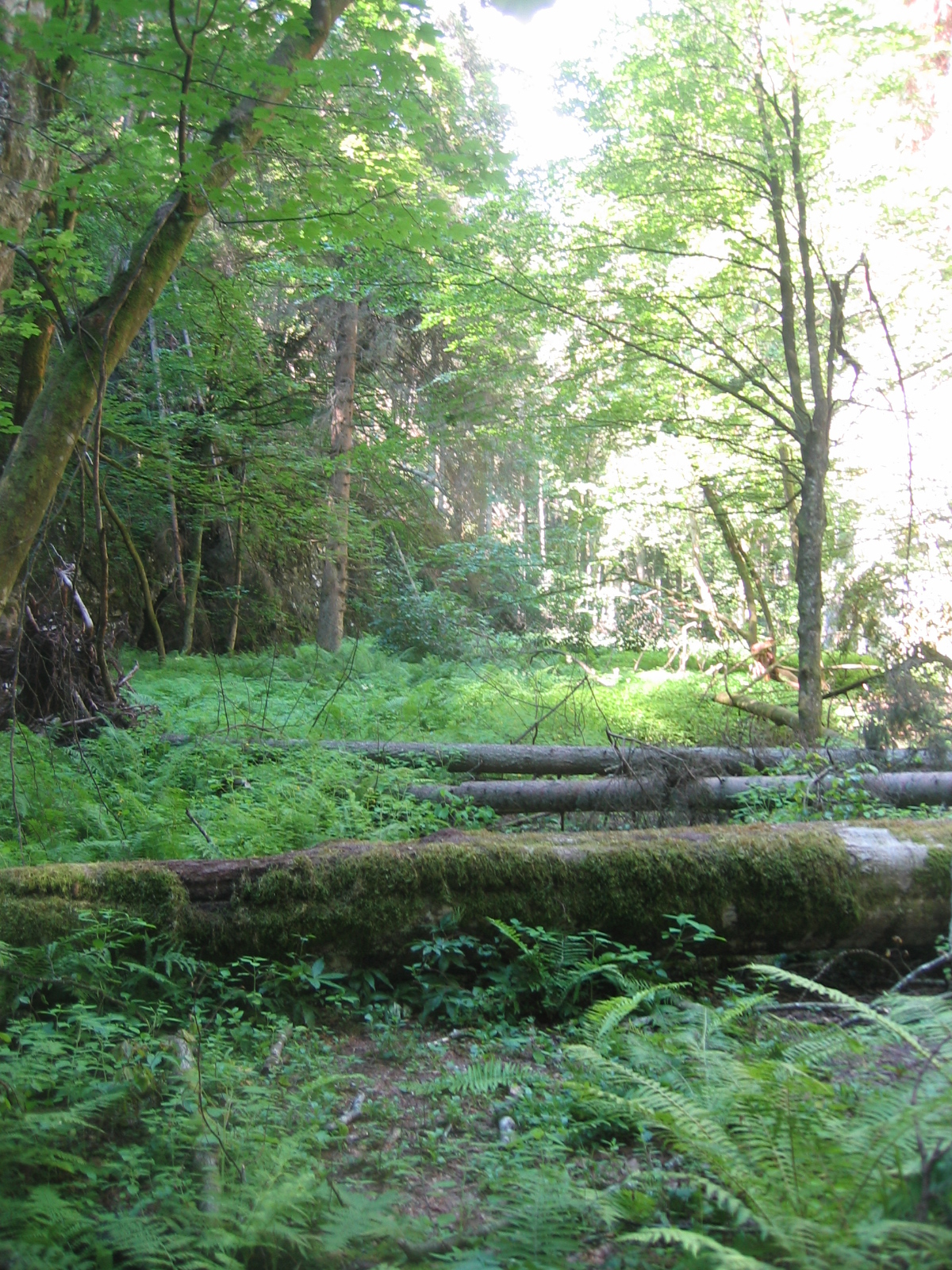
Pot proti Zatrniku